# Pevek
Pevek (oroszul: Певе́к; csukcs nyelven: Пээкин vagy Пээк) egy város Oroszországban, Csukcsföldön.

## Földrajz
Pevek a a Csukcs-félszigeten, a Csaun-öböl partján található, 640 km-re Anadirtól, 1450 km-re Magadantól, 1950 km-re Petropavlovszk-Kamcsatszkijtól és 1980 km-re Jakutszktól.

## Történelem
Pevek városát az első világháború után hozták létre abból a célből, hogy kikötőt biztosítson az ásványi anyagok kiviteléhez az akkor kibővülő Északi-tengeri út részeként. A '40-es és '50-es években a város környékén több uránbánya létesült, melyeken a Gulag fogvatartottai dolgoztak. Azóta több bánya kényszerült bezárni, emiatt sok lakos Oroszország központi régióiba költözött, valamint a kikötői infrastruktúra is romlott.

## Népesség
- 1989-ben 12 915 fő[2]
- 2002-ben 5206 fő[3]
- 2010-ben 4162 fő[4]
- 2015-ben 4721 fő

## Peveki atomerőmű
Peveknél állomásozik az Akagyemik Lomonoszov úszó atomerőmű, mely két KLT–40SZ atomreaktorral rendelkezik, ezek névleges villamos teljesítménye egyenként 35 MW.